# Giancarlo De Sisti
Giancarlo De Sisti (Roma, 13 de março de 1943) é um ex-futebolista e treinador italiano que atuava como meia.

## Carreira como Jogador

### Clubes
Mais conhecido por seu apelido Picchio, ele jogou pela Roma em duas ocasiões (1960–65 e 1974–1979) e na Fiorentina (1965–1974), conquistando vários títulos nacionais e internacionais com ambos os clubes. Ele fez sua estréia na Serie A com a Roma em uma derrota por 2 a 1 para a Udinese, em 12 de fevereiro de 1961, na qual ele substituiu o seu mentor, Juan Alberto Schiaffino. Ele desfrutou de seu período de maior sucesso com a Fiorentina, quando ganhou o título da Serie A em 1969, antes de retornar à Roma em 1974. Ele ganhou a Coppa Italia com os dois clubes, em 1964 e 1966.

### Seleção
Internacionalmente, De Sisti jogou 29 jogos e marcou 4 gols pela seleção italiana entre 1967 e 1972, fazendo a sua estreia em 1 de Novembro de 1967, numa vitória em casa sobre o Chipre, por 5-0, num jogo da fase de qualificação para a Eurocopa de 1968. Mais tarde, ele jogou no time vencedor da Eurocopa de 1968 em casa, jogando na vitória por 2 a 0 sobre a Iugoslávia em Roma. Ele também foi membro do time italiano que disputou a Copa do Mundo de 1970 no México.

## Carreira como Treinador
Após sua aposentadoria, De Sisti começou sua carreira como técnico, conquistando seus distintivos de treinador em 1980, e tornando-se técnico da Fiorentina no final daquele ano, perdendo por pouco o título para a rival Juventus em 1982. Ele foi forçado a deixar o cargo em 1985 após ser diagnosticado com um abscesso cerebral. Ele retornou ao futebol comandando a Udinese no final daquele ano, ele ficou por duas temporadas no clube e depois foi contratado pela Federação Italiana de Futebol para ser treinador do time Junior (1988-1990) e dos esquadrões militares (1990-91), ganhando um Campeonato Mundial Militar em 1991. Ele foi contratado pelo Ascoli no fim desse mesmo ano, sendo sucessivamente demitido em janeiro de 1992.
Em março de 2003 - depois de mais de uma década de inatividade - De Sisti voltou a treinar, juntando-se à Lazio como treinador da equipe juvenil. Ele deixou o cargo apenas alguns meses depois, após a nomeação de Roberto Mancini como novo treinador da biancazzurri.

## Estilo de Jogo
Um meio-campista criativo e talentoso, considerado um dos maiores criadores de sempre da Itália e da Roma, De Sisti era conhecido pelo seu estilo de jogo simples, mas eficiente; Ele ficava constantemente à procura de espaços, jogando com passes curtos e precisos e dando muito poucos toques na bola. Ele era conhecido por sua compostura sob pressão e sua consistência, e raramente errava passes.

## Pós-Futebol
De Sisti trabalhou como comentarista de futebol de rádio e televisão.
Ele foi eleito para o Hall da Fama da Roma e da Fiorentina.

## Títulos
Roma
- Taça das Cidades com Feiras: 1960–61
- Coppa Italia: 1963–64

Fiorentina
- Serie A: 1968–69
- Coppa Italia: 1965–66
- Mitropa Cup: 1966

Itália
- Eurocopa de 1968